# Жучково (Псковская область)
Жучково — деревня в Бежаницком районе Псковской области. Входит в состав сельского поселения муниципальное образование «Чихачёвская волость».
Расположена в 50 км (или в 69 км по дорогам) к северу от райцентра, посёлка Бежаницы, и в 14 км к северу от волостного центра, села Чихачёво.

## Население
Численность населения по оценке на 2000 год составляла 13 жителей.